# Aklimatyzacja
Aklimatyzacja – rodzaj adaptacji; spowodowane zmianą miejsca pobytu, zachodzące w naturalnych warunkach, przystosowanie się do nowych dla danego organizmu warunków klimatycznych. W zakres aklimatyzacji wchodzą przystosowania do klimatu, czasu i wysokości. Przystosowanie zachodzące w warunkach laboratoryjnych, do sztucznie wytwarzanych warunków, nazywamy aklimacją. 
Potocznie aklimatyzacją nazywa się także przystosowanie zwierząt do nowego otoczenia lub człowieka do nowych warunków pracy, zamieszkania, towarzystwa.
Aklimatyzacja jest możliwa dzięki naturalnej plastyczności organizmów i możliwości adekwatnego ich reagowania na bodźce środowiska. Możliwości dostosowawcze warunkowane są z jednej strony przez pulę genową, jaką dysponuje organizm, a z drugiej – gwałtownością (tempem) zachodzącej zmiany i jej wielkością.

## Aklimatyzacja u ludzi
Ze względu na ubranie i ocieplane domy, ma stosunkowo małe znaczenie. Szybkie podróże samolotowe powodują konieczność niewielkiej aklimatyzacji czasowej - dostosowania swojej aktywności do miejscowego dnia i nocy. 
Najtrudniejszą dla człowieka i najbardziej niebezpieczną jest aklimatyzacja do wysokości n.p.m. Mogą wystąpić objawy choroby wysokościowej, która w skrajnych przypadkach może doprowadzić nawet do śmierci.

## Aklimatyzacja u zwierząt
Aklimatyzacja łączy się zazwyczaj z celową działalnością człowieka i przewożeniem ich do nowych krain, leżących poza ich naturalnym zasięgiem, lub w okolice, w których zwierzęta te poprzednio występowały, lecz zostały wytępione. 
Trudniejszym zabiegiem jest wprowadzenie różnych gatunków, tam gdzie nigdy nie występowały. Wiąże się z tym znaczne ryzyko zakłócenia równowagi biologicznej przez nowo introdukowane gatunki (ekologia).
Wiele prób aklimatyzacji przeprowadzono w Australii. Wprowadzono gatunki, które z braku naturalnych miejscowych wrogów rozmnożyły się i w późniejszym czasie stały się prawdziwą plagą. Sprowadzone w 1859 r. z Europy dla celów łowieckich dzikie króliki w przeciągu niewielu lat tak się rozmnożyły, że zaczęły wyrządzać wielkie szkody na pastwiskach, stając się wielkim konkurentem dla owiec. Aby zwalczać króliki, sprowadzono do kraju nowy gatunek - lisa. Wraz z dużą redukcją liczebności królika, lisy przyczyniły się też do wytępienia wielu rodzimych gatunków torbaczy. 
Innym krajem, który podjął się aklimatyzacji zwierząt, była Nowa Zelandia. Kraj ten z początku pozbawiony całkowicie ssaków (z wyjątkiem nietoperzy), aklimatyzował u siebie aż 53 ich gatunki, które sprowadzał głównie z Europy, z Azji, Ameryki. Z tej liczby tylko 30 gatunków zadomowiło się na stałe. Niektóre z nich (np. króliki) wyrządziły znaczne szkody, podobnie jak w Australii. 
W Polsce ponownie aklimatyzowano i wprowadzono do naturalnych środowisk żubra, łosia, bobra. Próby aklimatyzacji niedźwiedzia zastosowano w Puszczy Białowieskiej.

## Aklimatyzacja u roślin
Aklimatyzacji poddawane są zwłaszcza gatunki o znaczeniu przemysłowym. Ze względu na zazwyczaj łatwiejsze ich rozmnażanie, stosując sztuczną selekcję, zwykle bardzo szybko doprowadza się do wyhodowania odmian miejscowych. 